# Scisma tricapitolino
Lo scisma tricapitolino o scisma dei tre capitoli è stata una divisione all'interno della Chiesa avvenuta tra i secoli VI e VII, quando un folto gruppo di vescovi, per lo più occidentali, interruppe le relazioni con gli altri vescovi e con il papa, rifiutando le decisioni del Concilio di Costantinopoli II del 553. La separazione durò circa un secolo e mezzo ed interessò un vasto territorio, comprendente Italia del Nord, Dalmazia, Illirico e Africa Settentrionale.

## Quadro di fondo
Il Concilio di Calcedonia (451) sembrava aver posto fine ad innumerevoli controversie, scoppiate nei secoli precedenti, sulla natura di Cristo. Calcedonia decretò che Gesù Cristo aveva, nella sua unica persona, due nature: umana e divina, inseparabilmente unite. Il concilio condannò inoltre il monofisismo di Eutiche (Eutiche, in reazione al nestorianesimo, affermava che Cristo aveva una sola natura: quella divina), così come le tesi di Dioscoro d'Alessandria, che professava un monofisismo attenuato, il miafisismo. Quest'ultima dottrina, invero, si era radicata in Egitto, da dove si era diffusa ampiamente anche in Siria e in Palestina. Alla metà del VI secolo le Chiese di Alessandria e di Antiochia, entrambe sedi apostoliche, si professavano monofisite.

## La «condanna dei Tre Capitoli»

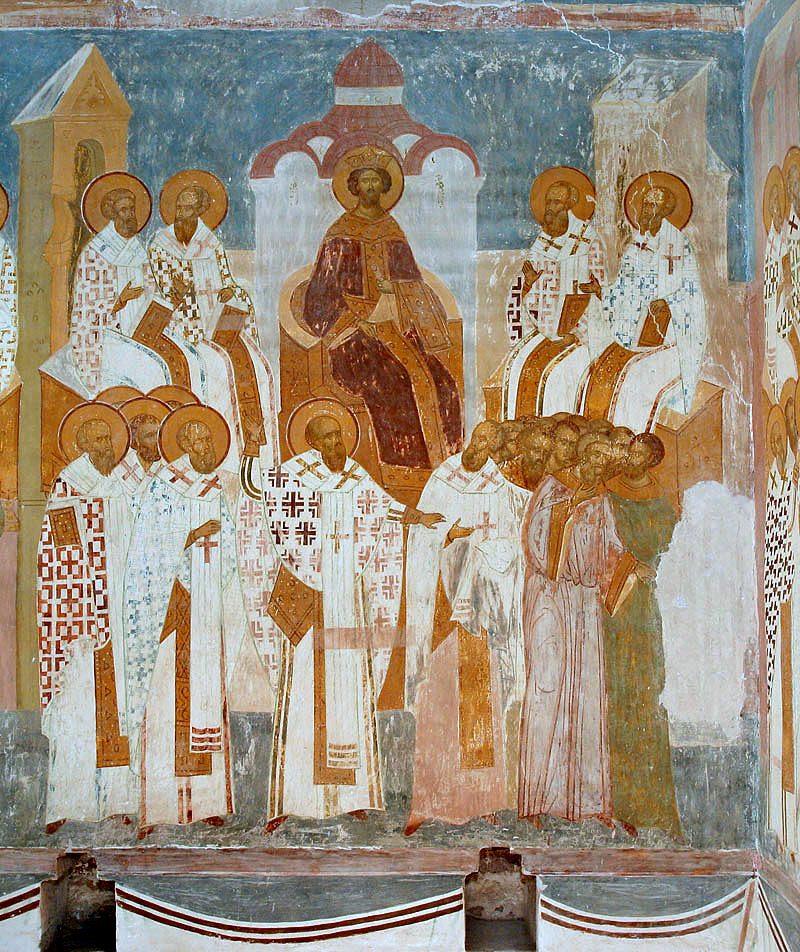
Anatemizzazione di Nestorio al Concilio di Efeso (affresco di Dionisij, 1502)

Deciso a riconciliare le Chiese d'Oriente e d'Occidente, sulla base dei princípi cristiani comuni approvati al Concilio di Calcedonia, l'imperatore romano Giustiniano I (527-565) era preso tra due fuochi: se condannava il monofisismo accontentava l'Occidente (che reclamava provvedimenti contro i monofisiti), ma si metteva contro l'Oriente (dove il monofisismo era molto diffuso), nonché contro sua moglie Teodora, simpatizzante del monofisismo.
L'imperatore decise di condannare tre teologi del passato, assertori di teorie diofisite sospettate di nestorianesimo, che a Calcedonia avevano goduto di grande autorevolezza. Prima di prendere la sua decisione, ascoltò i consigli dei discepoli di Origene Adamanzio, molto influenti a corte e nettamente ostili agli scritti di Teodoro di Mopsuestia. L'imperatore decise di non condannare il monofisismo, bensì i nestoriani, detestati tanto dai calcedoniani quanto dai monofisiti. I nestoriani, inoltre, dopo il concilio di Calcedonia (e l'anatema di cui erano stati i destinatari) si erano trasferiti in massa nell'Impero persiano (per la precisione in Mesopotamia), da dove non potevano nuocere all'impero romano d'Oriente.
Pertanto, con un editto imperiale proclamato nel 543-544, Giustiniano condannò come eretici:
- la persona e tutti gli scritti del teologo antiocheno Teodoro di Mopsuestia, maestro di Nestorio (morto intorno al 428);
- alcuni scritti contro il patriarca di Alessandria Cirillo (370-444) e contro il Concilio di Efeso, di Teodoreto di Cirro (morto nel 457);
- una lettera di Iba di Edessa (morto nel 457) a difesa dello stesso Teodoro di Mopsuestia, destinata al persiano Mari (vescovo nestoriano di Seleucia-Ctesifonte e patriarca di Persia).

Questi scritti, raccolti appunto in tre "capitoli" (in greco bizantino τρία κεφάλαια, tría kephàlea), furono considerati di tendenza nestoriana poiché negavano valore al termine Theotókos e sembravano eccessivi nella difesa della duplice natura di Cristo. Teodoro, inoltre, era considerato il maestro di Nestorio e - a giudizio dell'editto di Giustiniano - nei suoi scritti tendeva semplicemente ad accostare le due nature di Cristo, senza spiegare in maniera soddisfacente come potessero coesistere nella stessa persona. Teodoreto e Iba, da parte loro, avevano condiviso l'anatema contro Nestorio e per questo erano stati riammessi alle loro cattedre con provvedimento del Concilio di Calcedonia: per questo motivo Giustiniano evitò di condannarli in toto. Oltretutto i tre vescovi, nonché esponenti importanti della scuola teologica di Antiochia, erano morti da tempo.
La confutazione dei "Tre Capitoli" era stata preparata da Teodoro Askida, vescovo di Cesarea in Cappadocia. Il vescovo africano Facondo di Ermiane, contrario alla condanna, pubblicò la Difesa dei Tre Capitoli esponendo in modo circostanziato i motivi della sua contrarietà. Giustiniano convocò allora un concilio ecumenico, il secondo concilio di Costantinopoli, aperto il 5 maggio 553, in modo che l'assemblea dei vescovi recepisse l'editto e conferisse alla condanna dei tre teologi un valore ancora maggiore.
Gran parte dei patriarchi e vescovi orientali accettò la cosa senza grandi reazioni. Più difficile fu ottenere l'assenso dei vescovi occidentali e del papa, Vigilio. Il pontefice era già stato minacciato e prelevato a forza il 22 novembre 545 per aver rifiutato la condanna del 544. Giunse a Costantinopoli solo all'inizio del 547, dopo una sosta in Sicilia, accompagnato dal suo consigliere, l'arcivescovo di Milano Dazio. Vigilio e Dazio, nel dicembre 551, dovettero rifugiarsi nella Chiesa di Sant'Eufemia a Calcedonia. L'8 dicembre 553, dopo aver resistito per quanto gli fu possibile, il papa firmò la condanna dei Tre Capitoli.

## Lo scisma

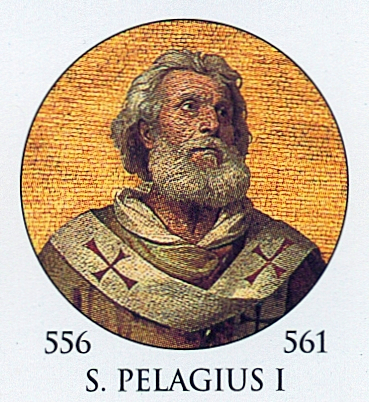
Pelagio I

Molti vescovi dell'Italia Settentrionale, della Gallia, del Norico e dell'Africa Settentrionale (che scomunicarono papa Vigilio) non accettarono l'imposizione del concilio voluto da Giustiniano, anche perché già durante il concilio di Calcedonia, nel 451, i teologi antiocheni erano stati riammessi nelle loro sedi e la vicenda doveva essere chiusa. Pertanto, questi vescovi non si considerarono più in comunione con gli altri vescovi che avevano accettato supinamente la decisione imperiale. Tra questi "ribelli" all'autorità imperiale e conciliare c'erano i vescovi Ausano e Macedonio, a capo rispettivamente delle province ecclesiastiche di Milano e di Aquileia.
Il loro dissenso si acuì ulteriormente ai tempi del successore di Vigilio, papa Pelagio I (556-561), il quale, dopo tentativi di chiarimento e persuasione, invitò Narsete, il generale bizantino che governava l'Italia con pieni poteri, a ridurre lo scisma con la forza, ma egli non acconsentì.
Nel 568 i Longobardi, originari della Pannonia, irruppero a sud delle Alpi. L'Italia settentrionale si ritrovò politicamente divisa in due: i territori occupati dai Longobardi e quelli che restavano direttamente controllati dall'Impero bizantino. Questo fatto favorì in larga parte la ricomposizione dello scisma, soprattutto a Milano e nelle diocesi suffraganee alla sede ambrosiana. L'arcivescovo di Milano Onorato, per esempio, quando la città venne occupata dai Longobardi, si rifugiò a Genova (città bizantina) insieme con il suo clero, e per potersi inserire in una rete di protezione più sicura aprì rapidamente delle trattative per tornare in comunione con la Sede Apostolica e con l'imperatore. A questo fine l'arcivescovo Lorenzo II, secondo successore di Onorato, riallacciò i contatti con Roma e sottoscrisse una formale professione di fede (circa 573).
Più complessa, invece, fu la situazione nel Nord-est della penisola. I Longobardi, infatti, che allora si riconoscevano nel cristianesimo ariano, favorirono la divisione del Patriarcato di Aquileia in due sedi: nel 606 i vescovi fedeli a Roma ed a Costantinopoli elessero un patriarca che fissò la propria sede a Grado, mentre quelli che sostenevano il patriarcato "tricapitolino" mantennero la sede ad Aquileia. Ad istituire questo regime di protezione nei confronti dei tricapitolini fu il duca longobardo Gisulfo II del Friuli (ariano); la difesa delle posizioni tricapitoline fu molto forte da parte della Chiesa di Aquileia, che aveva giurisdizione su una vasta parte dell'Italia nord-orientale e che divenne punto di riferimento per quelle Chiese locali che non avevano alcuna intenzione di riconciliarsi con la sede apostolica (in questo periodo, per esempio, la diocesi di Como cessò di considerarsi suffraganea di Milano, e riconobbe il proprio metropolita nel patriarca di Aquileia, adottando anche il rito patriarchino).
Lo scisma tricapitolino si sarebbe risolto soltanto nel 698-699, quando si ricompose l'unità con il papa di Roma dopo che il re longobardo Cuniperto (ortodosso) ebbe sconfitto il duca Alachis (ariano). Nel 699, infatti, Cuniperto  organizzò un sinodo a Pavia, allora capitale del regno longobardo, all'interno del palazzo Reale, nel quale, grazie alla mediazione del vescovo Damiano, l'Italia centro-settentrionale fu ricondotta all'ortodossia romana. Fino ad allora, nei 130 anni dall'arrivo dei Longobardi nella penisola italica, nessun vescovo suffraganeo di Aquileia aveva tentato di ricomporre lo scisma, né alcun re o duca longobardo lo aveva indotto a farlo.

### La Chiesa di Aquileia
Anche se il vescovo di Aquileia - la città era caduta sotto il regno longobardo - Paolino I trasferì nel 568 la sede della Chiesa di Aquileia e le reliquie nella città di Grado (l'Aquileia Nova), rimasta sotto il controllo bizantino, la sua Chiesa rimase di fede tricapitolina e autocefala; Paolino fu nominato dai suoi suffraganei patriarca per sottolineare questa autonomia da Roma.
Dopo la sua morte e quella del patriarca Probino, il sinodo di Aquileia-Grado elesse nel 571 Elia, anch'egli tricapitolino, a vescovo e patriarca. Nel 579 papa Pelagio II concesse al patriarca Elia la dignità metropolitana sulla Venezia e sull'Istria, per avvicinare la composizione dello scisma. La cosa non gli riuscì, anzi Elia convocò nello stesso anno un sinodo a Grado, in occasione della solenne consacrazione della basilica patriarcale di Sant'Eufemia (intitolazione che richiamava polemicamente la martire onorata a Calcedonia, nella cui basilica si era celebrato il IV Concilio ecumenico); a Grado fu allora trasferito definitivamente il patriarcato.
Nel sinodo di Grado venne ribadita la fede inconcussa al concilio di Calcedonia del 451 e ai tre precedenti concili ecumenici, in coerenza con le decisioni prese a suo tempo del precedente patriarca Paolino nel 557. Dai nomi dei vescovi presenti si osserva che essi rappresentavano tutte le regioni che facevano capo alla Chiesa di Aquileia: la Raetia seconda, il Norico, la Pannonia, oltre che il Friuli, l'Istria e le Venezie.
Questa Chiesa rimaneva decisamente scismatica tricapitolina e rigorosamente calcedoniana: manteneva il credo niceno-costantinopolitano, non professava alcuna eresia cristologica (anzi era decisamente anti-monofisita e anti-monotelita) e venerava Maria "madre di Dio" a differenza dei Nestoriani. Essa non riconosceva più l'autorità del papa e anche negli anni seguenti contestò vigorosamente, fino alla rottura, l'atteggiamento che riteneva ondivago del papato nella questione dei tre teologi condannati, in quanto, secondo essa, non contrastava adeguatamente l'ingerenza del potere dell'imperatore bizantino nelle questioni dottrinarie.
Morto Elia, nel 586 venne eletto il patriarca Severo. Due anni dopo fu arrestato insieme a tre vescovi suffraganei, portato a Ravenna dall'esarca bizantino Smaragdo e costretto a sottomettersi all'autorità della Santa Sede. Quando, un anno più tardi, Severo e gli altri rientrarono a Grado, trovarono grande ostilità nel popolo e negli altri vescovi suffraganei, che non vollero riceverli finché non avessero ritrattato l'abiura.
Severo perciò indisse nel 590 un altro sinodo a Marano, di cui riferisce Paolo Diacono nella sua Historia Langobardorum. Durante questo sinodo il patriarca Severo dichiarò che l'abiura ai Tre Capitoli, a Ravenna, gli era stata estorta con la forza e che intendeva perseverare nella posizione tricapitolina in separazione da Roma.

### La composizione dello scisma
Nel 606, alla morte di Severo, l'esarca bizantino Smaragdo impose come suo successore Candidiano, in comunione con il papa e con l'imperatore. I vescovi delle città longobarde si riunirono tra loro ed elessero invece Giovanni. Questi dichiarò la propria fedeltà ai Tre Capitoli e al duca del Friuli Gisulfo II: quindi tutte le diocesi in territorio longobardo rimasero scismatiche. Si ebbero due patriarchi (Candidiano a Grado, Giovanni ad Aquileia), per uno scisma che durò centocinquant'anni.
Altre chiese occidentali, invece, furono più malleabili: in seguito alla lettera scritta da papa Pelagio II (579-590), che voleva risolvere i malintesi sulla questione intercorsi con quelle orientali, anche a causa della diversità della lingua, accettarono la dottrina enunciata al Concilio di Costantinopoli II.
L'arcidiocesi di Milano, che inizialmente faceva parte del gruppo che aveva rifiutato con sdegno la condanna dei tre teologi antiocheni, tornò abbastanza presto in comunione con l'ortodossia romana e greco-orientale: l'arcivescovo Onorato, incalzato dall'invasione longobarda intorno all'anno 570, si trasferì con il clero maggiore a Genova (ancora città bizantina) e rientrò in piena comunione con Roma e con Bisanzio, con il vescovo Lorenzo II. Il clero minore milanese (decumano), rimasto sul territorio diocesano, che dal 568 era sotto la dominazione longobarda, rimase prevalentemente tricapitolino ancora per diversi anni, fino al rientro nella sede milanese del vescovo Giovanni Bono.
La diocesi di Como, il cui vescovo sant'Abbondio aveva avuto un ruolo diplomatico importante proprio durante la preparazione del concilio di Calcedonia, recise il rapporto di dipendenza dall'arcidiocesi di Milano e Como divenne suffraganea di Aquileia, rimasta scismatica. La diocesi comense venera ancora oggi, con il titolo di santo, un vescovo, Agrippino (vescovo dal 607 al 617), che si mantenne in modo intransigente su posizioni scismatiche in opposizione anche alla sede romana.
I fatti che condussero alla completa conclusione dello scisma furono però determinati dalle lotte di potere tra i clan longobardi. Nella definitiva battaglia di Coronate (oggi Cornate d'Adda), avvenuta nel 689, il re Cuniperto, ortodosso, sbaragliò il duca Alachis, ariano, che capeggiava un fronte d'insorti dell'Austria longobarda (l'Italia nord-orientale), tra i quali c'erano anche molti aderenti allo scisma tricapitolino. Con la vittoria di Coronate, la componente in comunione con Roma si impose definitivamente non solo sui Longobardi, che si professavano ariani, ma anche sui dissidenti, che ancora restavano fedeli allo scisma dei Tre Capitoli.
Il consolidamento anche nell'Italia settentrionale, dopo che nel resto dell'Europa, di un cristianesimo saldamente unito alla sede romana fu propiziato dall'opera missionaria dell'abate irlandese san Colombano, fondatore nel 614 dell'abbazia di San Colombano a Bobbio, territorio donatogli dai sovrani longobardi Agilulfo e Teodolinda; Colombano riprese il simbolo del trifoglio, già utilizzato anche da san Patrizio, per descrivere la Trinità, ma anche per contribuire al dialogo fra i territori extra-bizantini ed il papato di Gregorio I e successori.
Nel 698 Cuniperto convocò un sinodo a Pavia, presieduto dal vescovo Damiano di Pavia, in cui i vescovi uniti a Roma e i vescovi tricapitolini, tra cui Pietro I, Patriarca di Aquileia, ricomposero "nello spirito di Calcedonia" la loro comunione dottrinaria e gerarchica.